# Grenzlastintegral

Grenzlastintegral (Fläche in Grün) eines Halbleiterbauelements

Das Grenzlastintegral, auch als Schmelzintegral oder als i2t-Wert bezeichnet, ist ein Kriterium für die impulsförmige Kurzzeitüberlastbarkeit verschiedener elektrischer oder elektronischer Bauelemente. Es beschreibt das Auslöseverhalten einer Schmelzsicherung: Bei einer Schmelzsicherung wird nach Erreichen des Integrales damit zu rechnen sein, dass sie schmilzt, also abschaltet.
Das Grenzlastintegral ist die Integration des Quadrates des elektrischen Stromes {\displaystyle i} über die Zeit {\displaystyle t_{1}}:
{\displaystyle \int _{0}^{t_{1}}i^{2}\mathrm {d} t}
Der Verlauf des Stromes {\displaystyle i(t)} über die Zeit {\displaystyle t} (Stromverlauf) ist dabei zunächst zweitrangig.
Das Grenzlastintegral hat über den ohmschen Widerstand {\displaystyle R} des Bauelementes folgenden Zusammenhang zur während der Zeitdauer {\displaystyle t_{1}} absorbierten Energie {\displaystyle E}:
{\displaystyle E=R\cdot \int _{0}^{t_{1}}i^{2}\mathrm {d} t}
Der Widerstand {\displaystyle R} ist seinerseits temperaturabhängig. Die absorbierte Energie führt abhängig von der Masse {\displaystyle m} und der spezifischen Wärmekapazität {\displaystyle c} des Leiters oder der aktiven Zone am Die eines Halbleiterbauelementes dort zu einem Temperaturanstieg {\displaystyle \Delta T}:
{\displaystyle \Delta T={\frac {E}{m\cdot c}}}
Von einer gegebenen Ausgangstemperatur ausgehend wird beim Überschreiten des Grenzlastintegrals eine zerstörerische Temperatur erreicht. Je nach Stromstärke wird die Grenztemperatur schneller oder langsamer erreicht sein. Da ein Teil der Wärme bei geringen Stromstärken abfließen kann, sind zum Grenzlastintegral Bedingungen angegeben, zum Beispiel die Integrationszeit. Bei Halbleiterbauelementen für Netzstromanwendung ist das Grenzlastintegral zum Beispiel oft auf die Dauer einer Sinus-Halbwelle der Netzwechselspannung, also bei 50 Hz auf 10 ms bezogen. Wegen der oben beschriebenen Zusammenhänge gilt ein solcher Wert auch für die Netzfrequenz 60 Hz.
Da bei einem Draht oder einem Kabel Widerstand und Energie proportional mit der Länge steigen, wird das Schmelzintegral unabhängig von der Länge und hängt nur noch vom Leiterquerschnitt und vom Leitermaterial ab. Daher kann einem bestimmten Draht (elektrische Leitung, Blitzableiter, Sicherungsdraht, Bonddraht) ein Schmelzintegral zugeordnet werden oder umgekehrt kann die erforderliche Drahtstärke anhand des zu ertragenden Schmelzintegrales bestimmt werden.
Die zulässige maximale Stromstärke kann durch andere Effekte begrenzt sein, daher ist das Grenzlastintegral nicht der einzige Parameter zur Beschreibung der Überlastbarkeit.
Die Dauerstrombelastung oder die periodische oder nichtperiodische Spitzenstrombelastbarkeit sind weitere kennzeichnende Angaben.
Bauelemente und Leitungen werden durch Überstromschutzeinrichtungen abgesichert, deren Schmelzintegral {\displaystyle i^{2}t} geringer ist als das des abzusichernden Bauelements/der Leitung.